# Frederick Arthur Bridgman
Frederick Arthur Bridgman (ur. 10 listopada 1847 w Tuskegee, zm. 13 stycznia 1928 w Rouen) – amerykański malarz akademicki, najbardziej znany z orientalnych motywów w swoich obrazach.

## Życiorys
Frederick Arthur Bridgman urodził się jako syn lekarza. Karierę artystyczną rozpoczął jako rysownik w American Bank Note Company w Nowym Jorku, studiując jednocześnie sztukę w Brooklyn Art Association i National Academy of Design. W 1866 roku wyjechał do Paryża.
Na jego styl i wybór tematyki wywarli wpływ malarze, których poznał podczas pobytu w Paryżu. Po przybyciu udał się do Pont-Aven w Bretanii, gdzie poznał innych amerykańskich malarzy, w tym Roberta Wyle’a, którego sceny chłopskie wywarły wpływ na jego styl. Jesienią 1866 roku Bridgman znalazł się w pracowni malarza-orientalisty Jeana-Léona Gérôme’a. Spędził w niej cztery lata, inspirując się bliskowschodnimi motywami swojego wykładowcy. W 1868 roku dzięki staraniom Gérôme’a mógł zaprezentować swoje obrazy w paryskim Salonie. W 1870 roku zamieszkał na stałe w Paryżu. Sezony letnie spędzał na szkicowaniu w Bretanii. W 1871 wystawiał w National Academy of Design. Za przykładem Gérôme’a postanowił pojechać do Afryki Północnej. Pierwsza jego podróż miała miejsce w latach 1872–1874. Zwiedził wówczas Algierię i Egipt, gdzie wykonał około 300 szkiców, które stały się podstawą kilku jego późniejszych obrazów olejnych.
Jednym z jego najbardziej znanych obrazów jest Pogrzeb mumii na Nilu, przedstawiający scenę transportu Nilem zmumifikowanych zwłok egipskiego faraona, złożonych w pozłacanym sarkofagu. Obraz, ukończony w 1877 roku Bridgman zaprezentował w swoim domu przy 75 Boulevard Clichy, a następnie w Salonie Paryskim, gdzie został wyróżniony medalem III klasy. W tym samym roku obraz został zakupiony przez Jamesa Gordona Bennetta, właściciela New York Herald za znaczną jak na tamte czasy sumę 5 tysięcy dolarów. W 1878 roku został wypożyczony przez Bennetta amerykańskim galeriom na Wystawie Światowej w Paryżu, a Bridgman otrzymał za niego order Legii Honorowej. W 1990 roku obraz został zakupiony przez właściciela sieci szpitali, Wendella Cherry’ego na aukcji w Sotheby’s i podarowany Speed Art Museum w Louisville.
W 1890 roku Bridgman opublikował książkę Winters in Algeria, w której opisał swoje podróże i którą również zilustrował. Dzięki swoim wizytom w domach i haremach oraz spotkaniom z ludźmi mógł na miejscu sporządzać szkice. Łącząc skrupulatną dbałość o szczegóły i naturalistyczny styl z własnymi pomysłowymi interpretacjami i fantazjami, Bridgman malował marzycielski, zmysłowy i wyraźnie wyidealizowany Orient.
Podczas swych podróży Bridgman zgromadził znaczącą kolekcję dzieł architektury i sztuki oraz ubiorów, którymi udekorował swój paryski dom. Dom ten John Singer Sargent określił jako jedno z głównych miejsc do zwiedzania, obok Wieży Eiffla.
W 1889 roku Bridgman zaprezentował 5 prac na Wystawie Światowej w Paryżu, a w roku następnym 400 prac na wystawie indywidualnej w nowojorskiej Fifth Avenue Galleries. Kiedy wystawa przeniosła się do Art Institute of Chicago, było na niej już tylko 300 prac artysty, co może świadczyć, iż część z nich w międzyczasie sprzedał. Bridgman został członkiem National Academy of Design. Wraz ze współczesnym mu Edwinem Lordem Weeksem Bridgman jest zaliczany do najważniejszych amerykańskich malarzy-orientalistów.

Orientalne obrazy Bridgmana
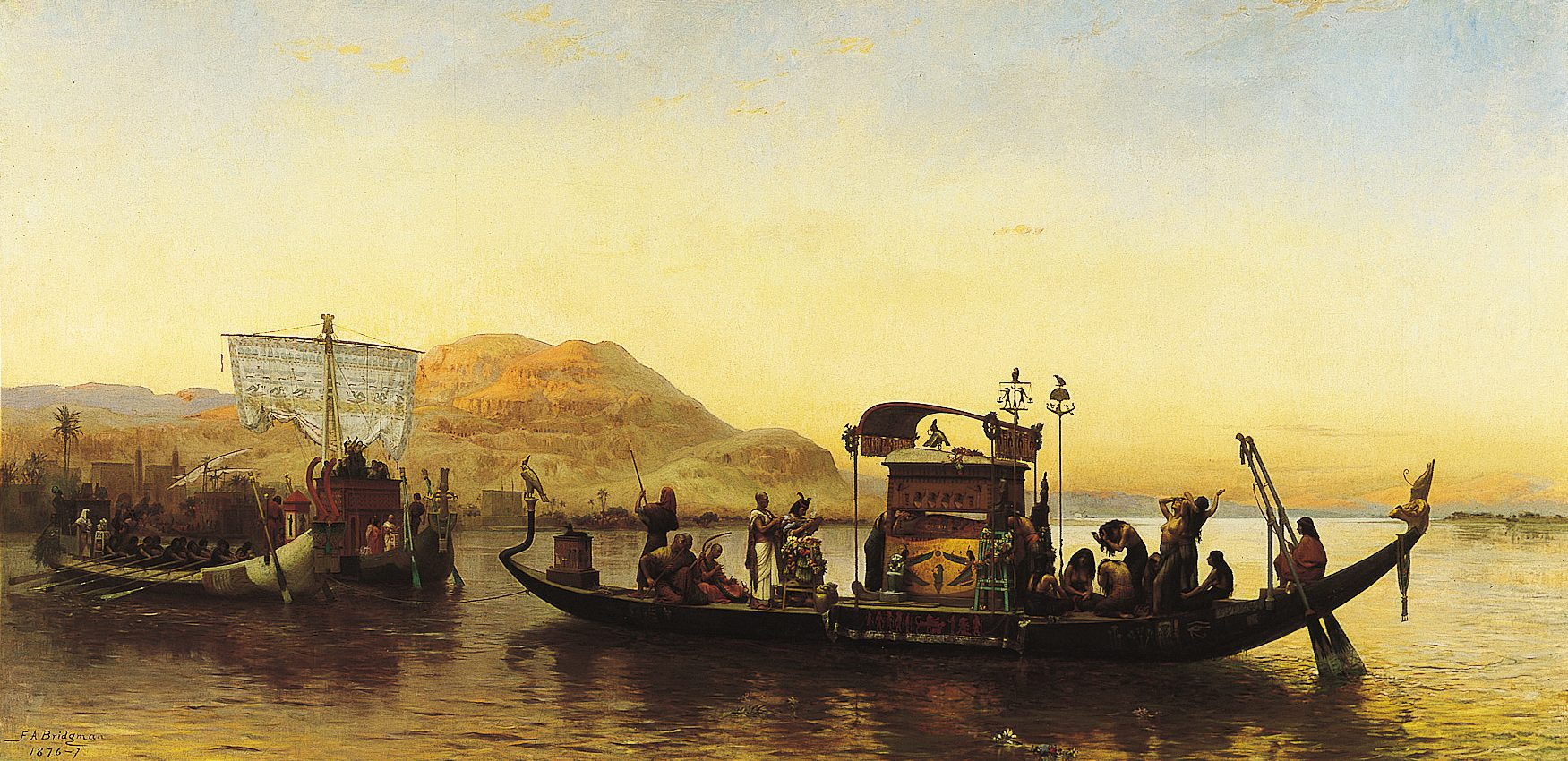
Pogrzeb mumii na Nilu, 1877, Speed Art Museum
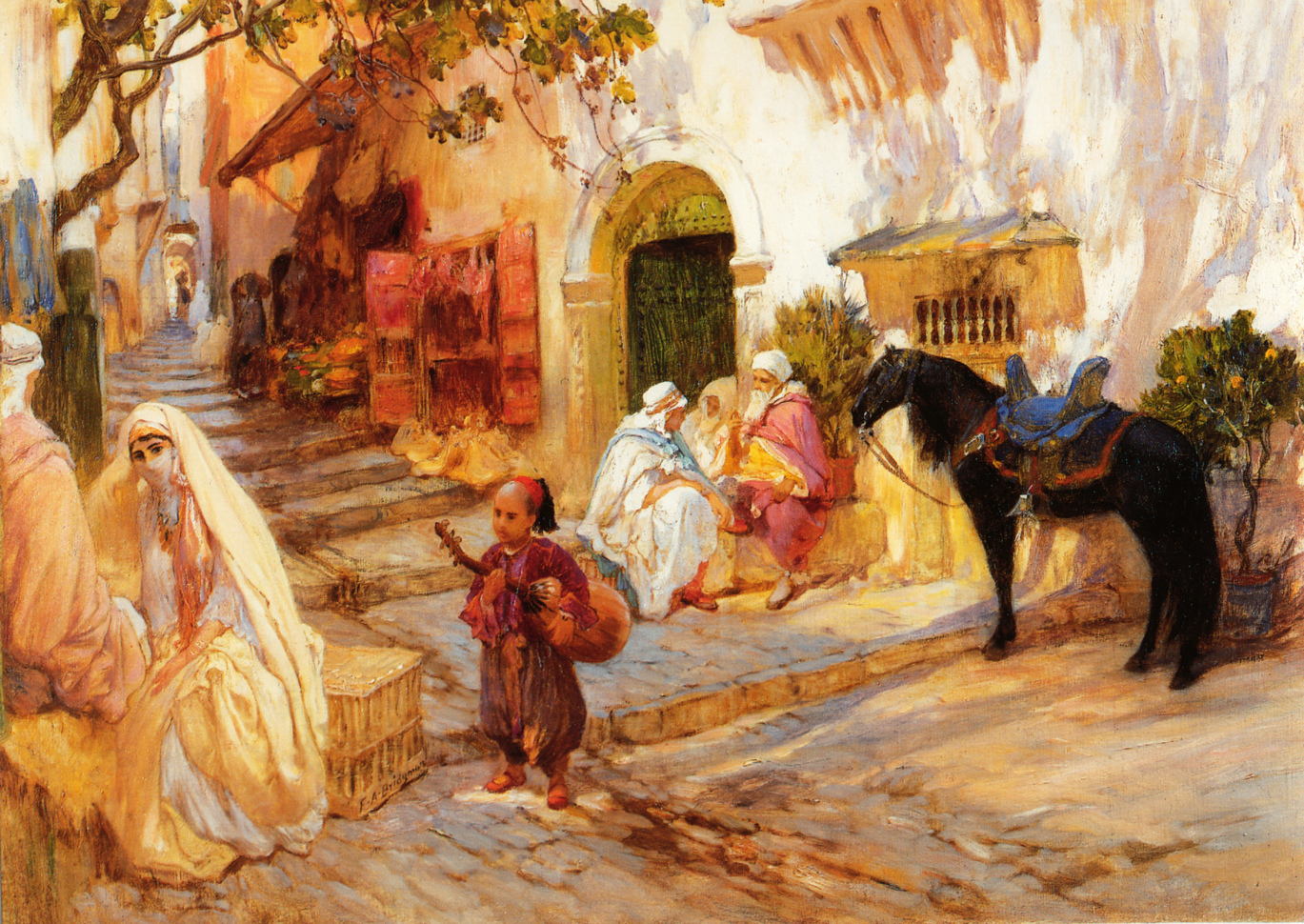
Ulica w Algierii
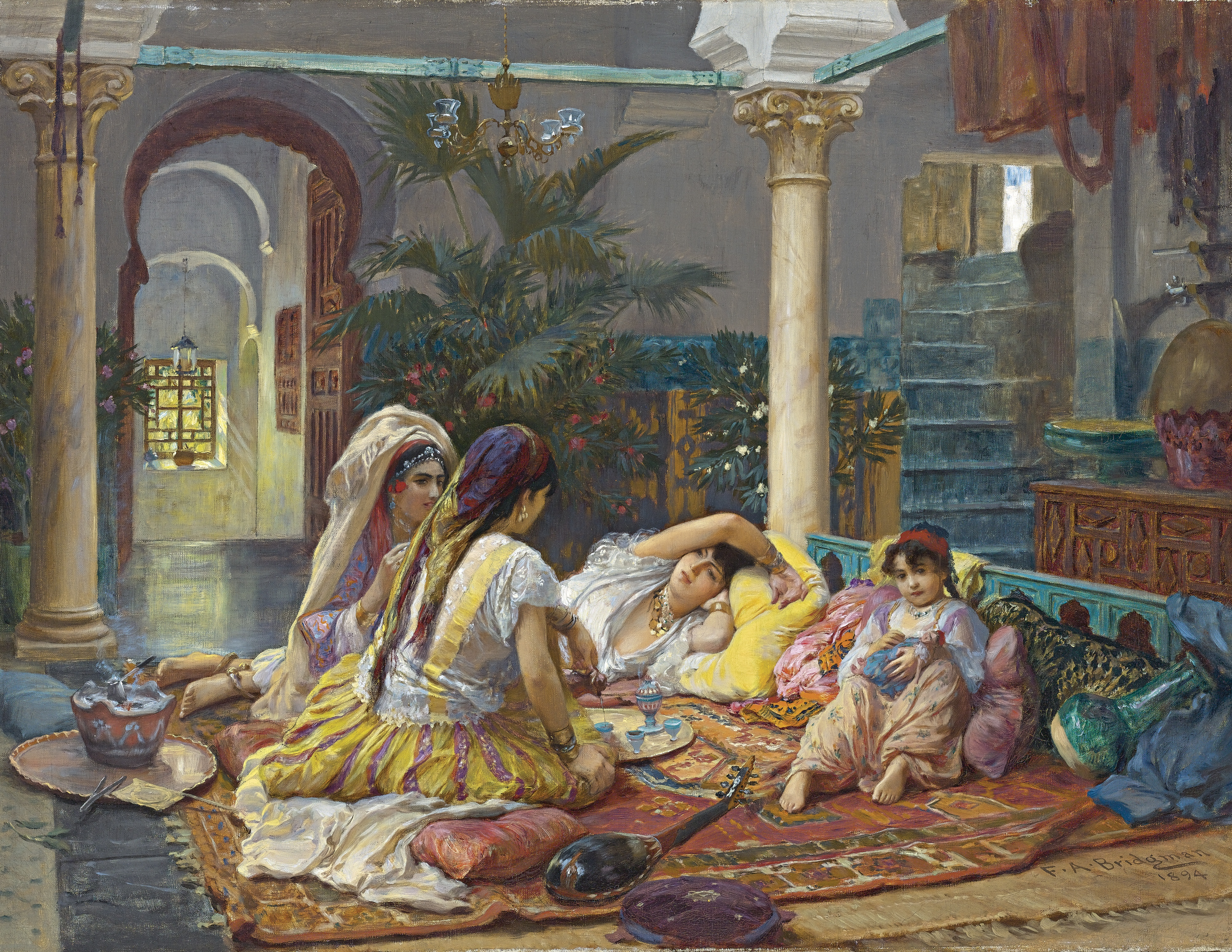
W haremie, 1894
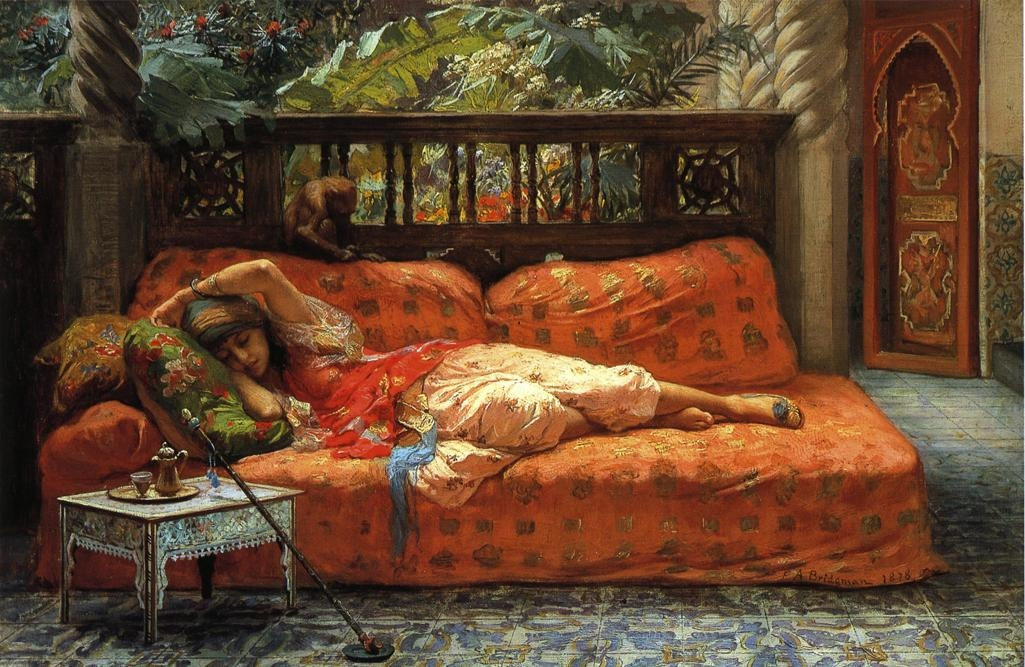
Sjesta, 1878
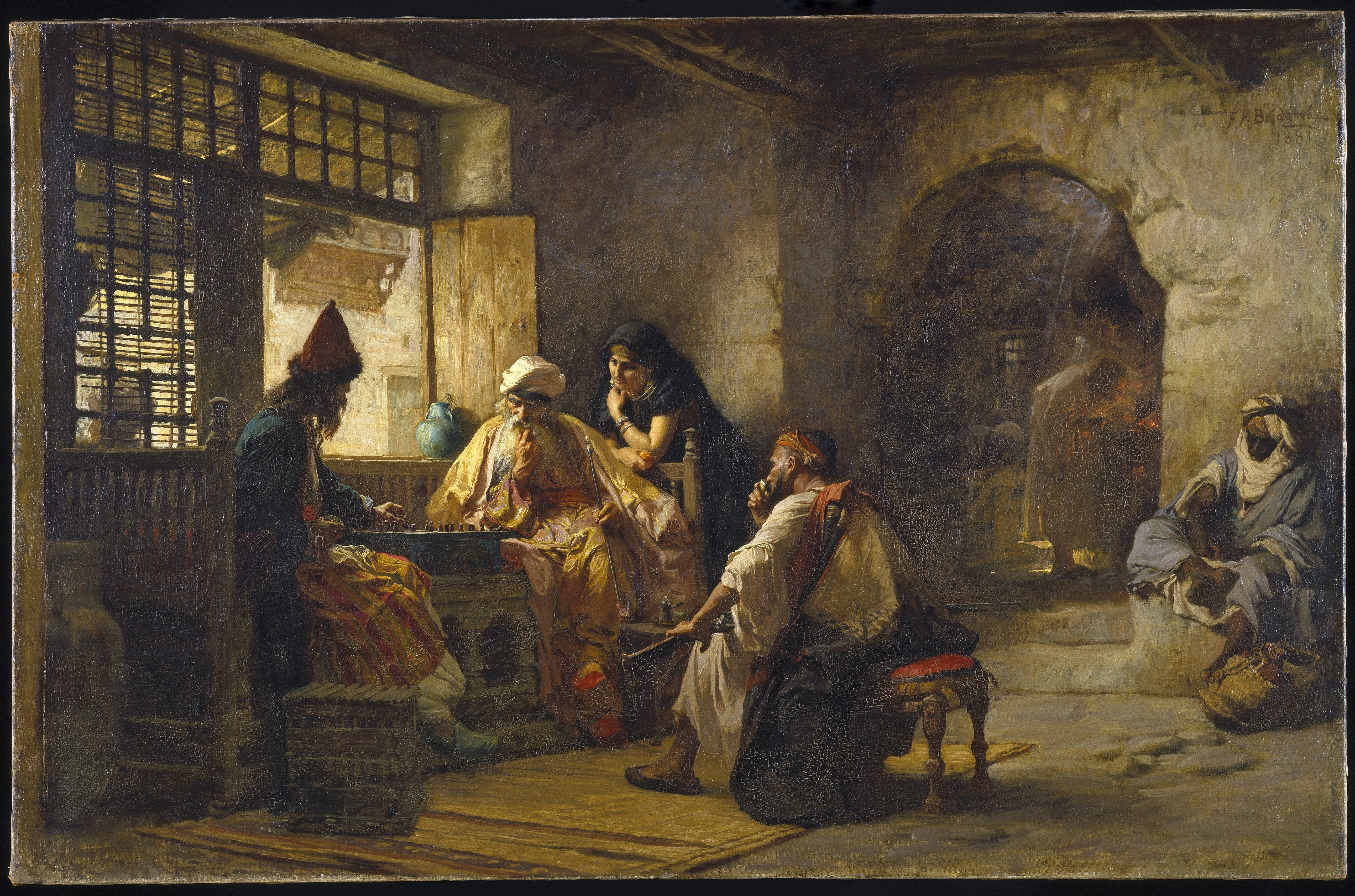
Interesująca gra, 1881, Brooklyn Museum